# Jean Harlow
Harlean Harlow Carpenter (Kansas City, Misuri, 3 de marzo de 1911-Los Ángeles, California, 7 de junio de 1937), conocida como Jean Harlow, fue una actriz estadounidense. Destacada por su interpretación de personajes de «chica mala», fue el principal símbolo sexual de principios de la década de 1930 y una de las figuras definitorias de la época pre-code del cine estadounidense. A menudo apodada la «Bomba rubia» o «Rubia platino», Harlow fue popular por su personaje «Laughing Vamp». Estuvo en la industria del cine solo nueve años, pero se convirtió en una de las estrellas más grandes de Hollywood, y cuya imagen ha perdurado. En 1999 el American Film Institute la clasificó en el puesto 22 de su lista de grandes leyendas femeninas de la pantalla del cine clásico de Hollywood.
El magnate de negocios Howard Hughes la contrató por primera vez y dirigió su primer papel importante en Hell's Angels (1930). Después de una serie de películas mal recibidas por la crítica, y de la pérdida de interés de Hughes en su carrera, Metro-Goldwyn-Mayer compró el contrato de Harlow en 1932 y la eligió para papeles protagónicos en películas que fueron éxitos por su talento para la comedia: Red-Headed Woman (1932), Red Dust (1932), Dinner at Eight (1933), Reckless (1935) y Suzy (1936). La popularidad de Harlow rivalizó, y luego superó, la de las principales damas de Metro-Goldwyn-Mayer, Joan Crawford, Greta Garbo y Norma Shearer. Falleció a la edad de 26 años por insuficiencia renal mientras filmaba Saratoga. La productora completó la película con el uso de dobles de cuerpo y la estrenó menos de dos meses después de su muerte; se convirtió en la cinta más exitosa de Metro Goldwyn Mayer de 1937, así como la más taquillera de su carrera.

## Primeros años
Harlean Harlow Carpenter nació en una casa ubicada en Olive Street (Kansas City, Misuri) el 3 de marzo de 1911.

Su padre era Mont Clair Carpenter (1877-1974). Procedía de un entorno de clase trabajadora, hijo de Abraham L. Carpenter y Dianna Beal. Fue dentista (estudió en la escuela de odontología en Kansas City). Su madre, Jean Poe Carpenter (de soltera Harlow; 1891-1958), era hija del rico corredor de bienes raíces Skip Harlow y su esposa, Ella Williams. En 1908, Skip arregló el matrimonio de su hija con Mont Clair Carpenter. Jean era menor de edad en ese momento y se volvió resentida e infeliz en el matrimonio, pero los Carpenter permanecieron juntos en una casa de Kansas City propiedad de su padre.

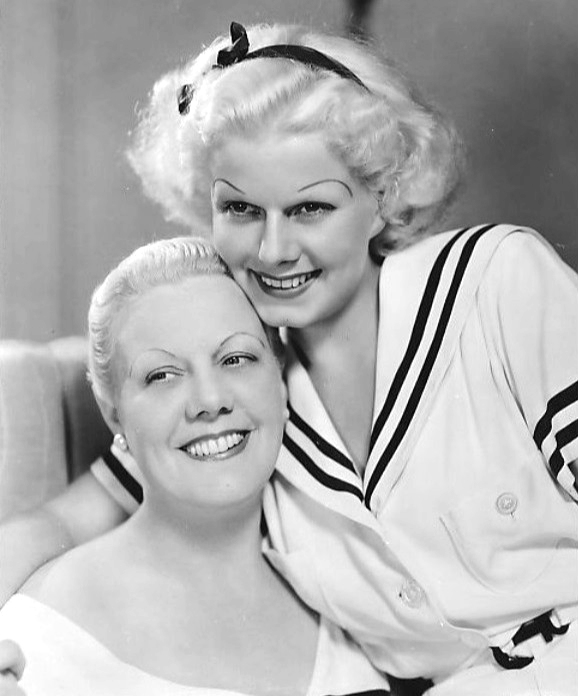
Harlow con su madre en 1934

Sus padres la apodaban «Baby», un sobrenombre al que estaba acostumbrada y que perduró durante el resto de su vida. No fue hasta que cumplió los cinco años que supo que su verdadero nombre era Harlean, cuando el personal y las estudiantes de la escuela para niñas de Miss Barstow's Finishing School usaron este nombre. Harlean siempre estuvo muy unida a su madre, quien era extremadamente protectora. Se dijo que le había inculcado a su hija la sensación de que le debía todo lo que tenía; «¡Ella siempre fue toda mía!», dijo «Mama Jean» sobre su hija en entrevistas.
Cuando estaba terminando la escuela, su madre solicitó el divorcio. El 29 de septiembre de 1922 finalizó el divorcio de mutuo acuerdo, dando la custodia exclusiva de la niña a su madre. Aunque Harlean amaba a su padre, no lo vio muy a menudo después de la ruptura.
En 1923, Jean Carpenter, de 32 años, se mudó a Hollywood con su hija con la esperanza de convertirse en actriz, pero le dijeron que era demasiado mayor para comenzar una carrera cinematográfica; mientras que Harlean se matriculó en la Hollywood School for Girls, donde conoció a Douglas Fairbanks, Jr., Joel McCrea e Irene Mayer Selznick, pero abandonó los estudios a los 14 años en la primavera de 1925.
Como sus finanzas disminuían, Jean y Harlean regresaron a Kansas City después de que Skip Harlow les diera un ultimátum, que desheredaría a su nieta si no regresaban. Varias semanas después, Skip envió a su nieta a un campamento de verano ubicado en Camp Cha-Ton-Ka, Michigamme, Míchigan, donde contrajo escarlatina. Jean Carpenter viajó a Míchigan para cuidar de Harlean, quien remó a través del lago hasta el campamento, pero le dijeron que no podía ver a su hija.
Después asistió a la Ferry Hall School —ahora Lake Forest Academy— en Lake Forest, Illinois. Jean Carpenter tenía un motivo oculto para que su hija asistiera a esta escuela en particular: estaba cerca de la casa en Chicago de su novio, Marino Bello.

## Carrera

### Trabajo como extra (1928-1929)
Mientras vivía en Los Ángeles, se hizo amiga de la joven aspirante a actriz Rosalie Roy, a quien llevó en su automóvil a los estudios de Fox a una cita. Mientras esperaba a Rosalie, los ejecutivos de Fox se le acercaron, pero ella les dijo que no estaba interesada. Aun así, recibió cartas de convocatorias para castines. Unos días después, Rosalie Roy le apostó a Harlean que no tenía el valor de presentarse a una audición. No dispuesta a perder la apuesta y presionada por el entusiasmo de su madre, que en esos días se encontraba con ella en Los Ángeles, fue a Central Casting y firmó con el apellido de soltera de su madre, Jean Harlow.

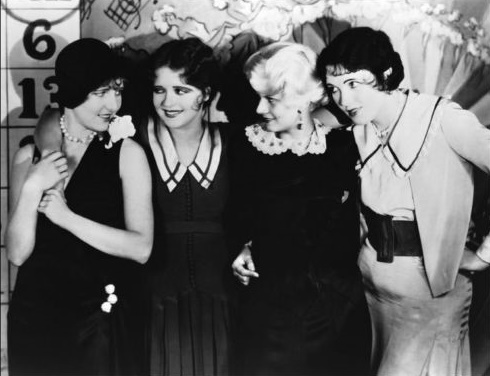
(De izquierda a derecha) Jean Arthur, Clara Bow, Harlow, y Leone Lane en The Saturday Night Kid, en el que Harlow tuvo su primera parte hablada

Después de varias llamadas de selección y varias ofertas de trabajo rechazadas, su madre finalmente la presionó para que aceptara un trabajo en el estudio. Apareció en su primera película, Honor Bound (1928), como «extra» no facturado, por US$7 al día y una caja de almuerzo, pago común por ese trabajo. Poco después le pagaron US$10 por día por pequeños papeles en largometrajes como Moran of the Marines (1928) y la película perdida de Charley Chase Chasing Husbands (1928). En diciembre de 1928, Jean Harlow, firmó un contrato de cinco años con Hal Roach Studios por US$100 a la semana. Tuvo pequeños papeles en los cortos de Laurel y Hardy de 1929: Double Whoopee, Liberty y Bacon Grabbers, y este último le dio un crédito como coprotagonista.
En marzo de 1929, terminó su contrato con Hal Roach, alegando: «Está rompiendo mi matrimonio, ¿qué puedo hacer?». En junio de 1929, se divorció de su esposo McGrew y se mudó con su madre y el novio de ésta, Bello. Tras su separación de McGrew, continuó trabajando como «extra» en películas como This Thing Called Love, Close Harmony y The Love Parade (todas de 1929), hasta que consiguió su primer papel con diálogo en la película de Clara Bow The Saturday Night Kid.

### Estrella comorubia platino(1929-1932)
A finales de 1929, Ben Lyon descubrió a Harlow, un actor que filmaba Hell's Angels de Howard Hughes; otro relato menciona al camarógrafo principal de Angels, Arthur Landau, como el hombre que la vio y le sugirió a Hughes. Este volvió a filmar la mayor parte de su película, originalmente muda, con sonido, y necesitaba una actriz para reemplazar a Greta Nissen, cuyo acento noruego no era deseable para su personaje. Harlow hizo una prueba de pantalla para Hughes, quien le dio el papel y firmó un contrato de cinco años por $100 por semana el 24 de octubre de 1929. Durante el rodaje, conoció al ejecutivo de Metro-Goldwyn-Mayer, Paul Bern.

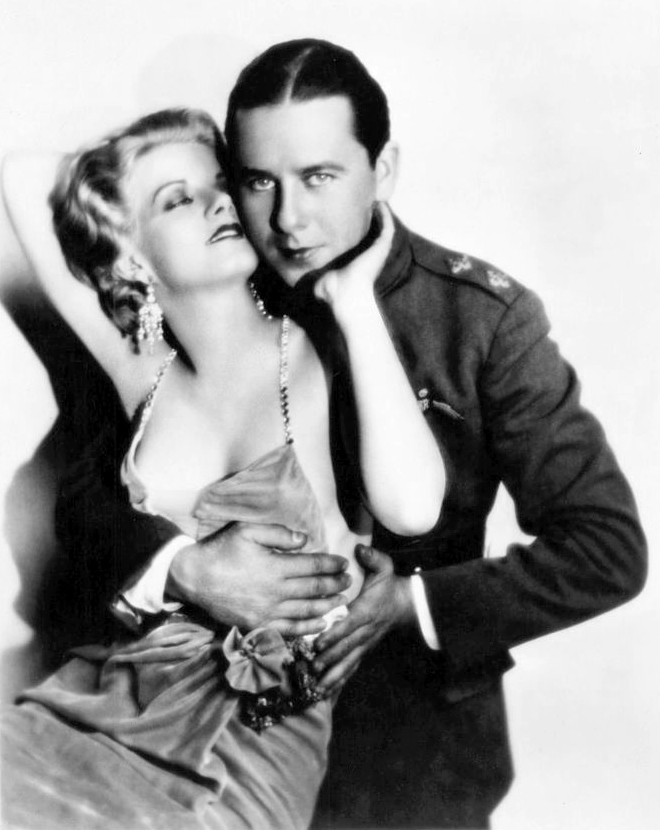
Harlow y Ben Lyon en Hell's Angels (1930), su primera aparición importante en una película

Hell's Angels se estrenó en Hollywood en el Grauman's Chinese Theatre el 27 de mayo de 1930 y se convirtió en la película más taquillera de ese año, superando incluso el debut sonoro de Greta Garbo en Anna Christie. El filme convirtió a Harlow en una estrella internacional. Aunque era popular entre el público, los críticos no estaban tan entusiasmados.The New Yorker calificó su actuación como «simplemente horrible», aunque la revista Variety admitió: «No importa el grado de talento que posea... nadie se muere de hambre por poseer lo que ella tiene».
A pesar de su relativo éxito con Hell's Angels, nuevamente se encontró en el papel de «extra no acreditada» en la película de Charles Chaplin City Lights (1931), aunque su aparición no llegó al corte final. Sin otros proyectos en ese momento, Hughes decidió enviarla a Nueva York, Seattle y Kansas City para los estrenos de Hell's Angels. En 1931, su Caddo Company la prestó a otros estudios, donde ganó más atención al aparecer en The Secret Six, con Wallace Beery y Clark Gable; Iron Man, con Lew Ayres y Robert Armstrong; y The Public Enemy, con James Cagney. A pesar de que el éxito de estas películas varió de moderado a exitoso, los críticos se burlaron de su capacidad de actuación. Hughes la envió a una breve gira publicitaria para impulsar su carrera, pero esto no fue un éxito, ya que Harlow temía hacer apariciones personales.
Salió brevemente con Abner Zwillman, quien hizo un gran préstamo en efectivo al director del estudio Harry Cohn para obtener un contrato de dos películas para ella en Columbia Pictures. La relación terminó cuando, según los informes, él se refirió a ella en términos despectivos y vulgares al hablar con otras figuras criminales asociadas, como se revela en las grabaciones de vigilancia secreta.
Columbia Pictures eligió por primera vez a Harlow en una película de Frank Capra con Loretta Young, originalmente titulada Gallagher para el personaje principal de Young, pero rebautizada como Platinum Blonde para capitalizar la publicidad de Hughes sobre el color de cabello «platino» de la actriz. Aunque Harlow negó que su cabello estuviera decolorado, el color rubio platino se logró con una aplicación semanal de amoníaco, blanqueador Clorox y escamas de jabón Lux. Este proceso debilitó y dañó su cabello naturalmente rubio ceniza. Muchas fanáticas comenzaron a teñirse el cabello para que combinara con el de ella y el equipo de Hughes organizó una serie de clubes de «rubias platinas» en todo el país que ofrecían un premio de $10 000 a cualquier esteticista que pudiera igualar el tono platino de la actriz. Nadie pudo, y el premio no fue reclamado, pero el esquema publicitario funcionó y el apodo de «Rubia Platino» se quedó con ella. Su segunda película para ese estudio fue Three Wise Girls (1932), con Mae Clarke y Walter Byron.
Luego, Paul Bern hizo arreglos con Hughes para que la tomara prestada para aparecer en la película The Beast of the City (1932) de MGM, coprotagonizada por Walter Huston. Después de filmar, Bern reservó una gira de presentación personal de diez semanas en la costa este. Para sorpresa de muchos, especialmente de la propia Harlow, llenó todos los teatros en los que actuó, a menudo apareciendo en un solo lugar durante varias noches. A pesar del menosprecio de la crítica y los malos papeles, la popularidad y los seguidores de la actriz eran grandes y crecientes, y en febrero de 1932, la gira se extendió por seis semanas.
Según Fay Wray, quien interpretó a Ann Darrow en King Kong (1933) de RKO Pictures, Harlow fue la elección original para interpretar a la heroína rubia que gritaba, pero tenía un contrato exclusivo con MGM durante la fase de preproducción de la película, y el papel se asignó a Wray, una morena que tuvo que usar una peluca rubia. Cuando el mafioso Benjamin «Bugsy» Siegel llegó a Hollywood para expandir las operaciones del casino, Harlow se convirtió en la madrina informal de su hija mayor, Millicent, cuando la familia vivía en Beverly Hills.

### Actriz exitosa en Metro Goldwyn Mayer (1932-1937)
Paul Bern ahora estaba involucrado sentimentalmente con Harlow y habló con Louis B. Mayer sobre comprar su contrato con Hughes y ficharla por MGM, pero Mayer se negó. Las protagonistas de MGM se presentaron como elegantes, y la personalidad de Harlow en la pantalla no lo fue tanto para Mayer. Luego, Bern comenzó a instar a su amigo cercano Irving Thalberg, jefe de producción de MGM, a fichar a Harlow, destacando su popularidad e imagen establecida. Después de la desgana inicial, Thalberg accedió, y el 3 de marzo de 1932, su vigesimoprimer cumpleaños, Bern la llamó con la noticia de que la MGM había comprado su contrato a Hughes por US$30 000. Harlow se unió oficialmente al estudio el 20 de abril de 1932.

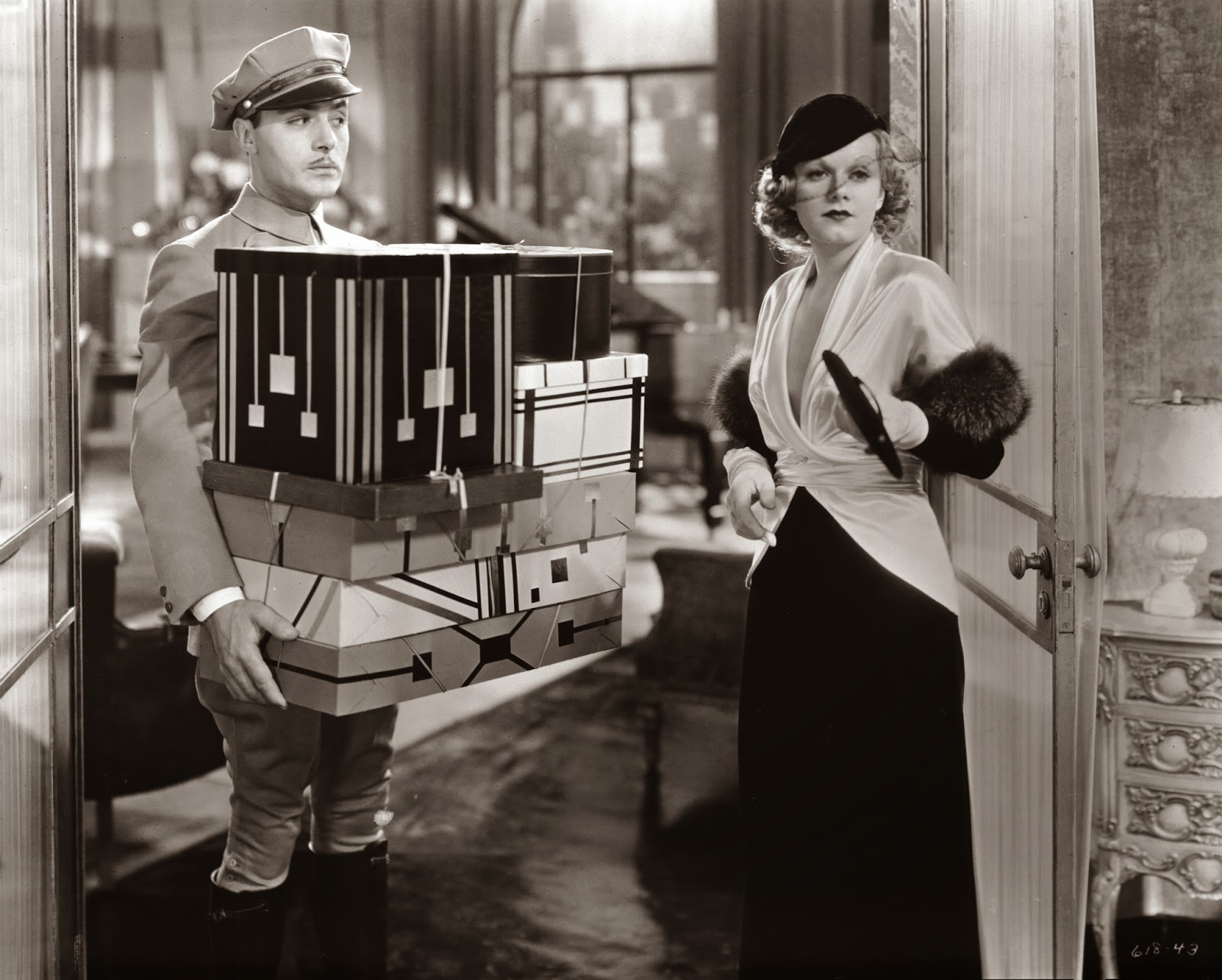
Harlow recibió reconocimiento como actriz en Red-Headed Woman, su primera película de MGM; llevaba una peluca roja para el papel

En MGM, le dieron papeles superiores en películas para mostrar su apariencia y su incipiente talento para la comedia. Aunque su personalidad en la pantalla cambió drásticamente durante su carrera, una constante fue su sentido del humor. En 1932, protagonizó la comedia Red-Headed Woman por la que recibió US$1250 a la semana. Fue la primera película en la que «se parece a una actriz», interpretando a una mujer que logra ser amoral en una película que no moraliza ni castiga al personaje por su comportamiento. La película a menudo se destaca como una de las pocas en las que no apareció con cabello rubio platino; usó una peluca roja para el papel. Mientras estaba filmando Red-Headed Woman, la actriz Anita Page pasó junto a ella en el estacionamiento del estudio sin saludarla. Más tarde le dijo a Page que el desaire la había hecho llorar hasta que se vio a sí misma, notó la peluca roja y se echó a reír cuando se dio cuenta de que Page no la había reconocido. «Eso te muestra lo sensible que era», dijo Page. «Era una persona encantadora en muchos sentidos». Luego protagonizó Red Dust, su segunda película con Clark Gable. Los dos actores trabajaron bien juntos y coprotagonizaron un total de seis películas. Formó pareja en varias ocasiones con Spencer Tracy y William Powell. MGM comenzó a tratar de distinguir la personalidad pública de Harlow de sus personajes de la pantalla publicando comunicados de prensa de que su apellido de infancia no era el común «Carpenter», sino el elegante «Carpentiér», afirmando que el escritor Edgar Allan Poe era uno de sus antepasados y publicando fotografías de ella haciendo obras de caridad para cambiar su imagen por la de una mujer estadounidense. Esta transformación resultó difícil; una vez, se escuchó a Harlow murmurar: «Dios mío, ¿debo usar siempre un vestido escotado para ser importante?».
Durante el rodaje de Red Dust Bern, su esposo durante dos meses, fue encontrado muerto en su casa, lo que provocó un escándalo duradero. Inicialmente, se sospechó que Harlow había matado a Bern, pero su muerte fue declarada oficialmente un suicidio por herida de bala autoinfligida. Louis B. Mayer temía la publicidad negativa del incidente y tenía la intención de reemplazarla en la película, ofreciendo el papel a Tallulah Bankhead. Pero esta quedó horrorizada por la oferta y escribió en su autobiografía: «Condenar a la radiante Jean por la desgracia de otro sería uno de los actos más lamentables de todos los tiempos. Se lo dije al Sr. Mayer». Harlow guardó silencio y sobrevivió a la terrible experiencia volviéndose más popular que nunca. Una biografía de Bern publicada en 2009 afirmaba que, de hecho, Bern fue asesinado por una examante y que los ejecutivos de la MGM reorganizaron la escena del crimen para que pareciera un suicidio. Después de la muerte de Bern, comenzó una relación indiscreta con el boxeador Max Baer, quien, aunque separado de su esposa Dorothy Dunbar, fue amenazado con un proceso de divorcio que nombraba a Harlow como codemandada por «enajenación de afecto», un término legal para adulterio. Después de la muerte de Bern, el estudio no quería otro escándalo y apaciguó la situación organizando el matrimonio entre Harlow y el director de fotografía Harold Rosson. Los dos eran amigos, y Rosson siguió el plan. Se divorciaron discretamente ocho meses después.
En 1933, MGM se dio cuenta del valor del equipo Harlow-Gable con Red Dust y los emparejó nuevamente en Hold Your Man (1933), que también fue un éxito de taquilla. En el mismo año, interpretó a la esposa adúltera de Wallace Beery en la comedia dramática de estrellas Dinner at Eight, e interpretó a una estrella de cine de Hollywood presionada en la comedia loca Bombshell con Lee Tracy y Franchot Tone. Al año siguiente, formó equipo con Lionel Barrymore y Tone en The Girl from Missouri (1934). La película fue un intento del estudio por suavizar la imagen de Harlow, pero sufrió problemas de censura, tanto que su título original, Born to Be Kissed, tuvo que ser cambiado. Después del éxito Hold Your Man, MGM eligió al equipo de Harlow-Gable para otras dos películas exitosas: China Seas (1935), con Wallace Beery y Rosalind Russell; y Wife vs. Secretary (1936), con Myrna Loy y James Stewart. Más tarde, Stewart habló de una escena en un automóvil con Harlow en Wife vs. Secretary, y dijo: «Clarence Brown, el director, no estaba muy contento con la forma en que me besé. Nos hizo repetir la escena una media docena de veces. [...] Lo arruiné a propósito. Que Jean Harlow sí besaba bien. Me di cuenta de que hasta entonces, nunca me habían besado de verdad».
Fue votada constantemente como una de las atracciones de taquilla más fuertes en los Estados Unidos desde 1933 en adelante, superando a menudo a sus colegas femeninas en MGM en las encuestas de popularidad de la audiencia. A mediados de la década de 1930, era una de las estrellas más grandes de los Estados Unidos y, se esperaba, la próxima Greta Garbo de MGM. Todavía joven, su reconocimiento siguió aumentando mientras que la popularidad de otras estrellas femeninas de la MGM, como Garbo, Joan Crawford y Norma Shearer, decayó. Después de que terminó su tercer matrimonio en 1934, conoció a William Powell, otra estrella de la MGM, y rápidamente se enamoró. Según los informes, la pareja estuvo comprometida durante dos años, pero las diferencias que iban desde matrimonios anteriores hasta la incertidumbre de Powell sobre el futuro les impidieron formalizar públicamente su relación. Los dos coprotagonizaron su siguiente película Reckless (1935), su primera película musical; su voz fue doblada por la hábil vocalista Virginia Verrill.
Suzy (1936), en la que interpretó el papel principal, le otorgó el mayor reconocimiento a sus cuatro veces coprotagonistas Tone y Cary Grant. Si bien los críticos notaron que Harlow dominaba la película, fue un éxito de taquilla razonable. Luego protagonizó Riffraff (1936) una decepción financiera que coprotagonizó Spencer Tracy y Una Merkel. Posteriormente, el estreno del éxito mundial Libeled Lady (1936), en el que fue superada por Powell, Loy y Tracy, trajo buenas críticas para la actuación cómica de Harlow. Luego filmó W. S. Van Dyke. Su última aparición cinematográfica completa fue en la comedia de Van Dyke Personal Property (1937), coprotagonizada por Robert Taylor.

## Vida personal

### Matrimonios y relaciones

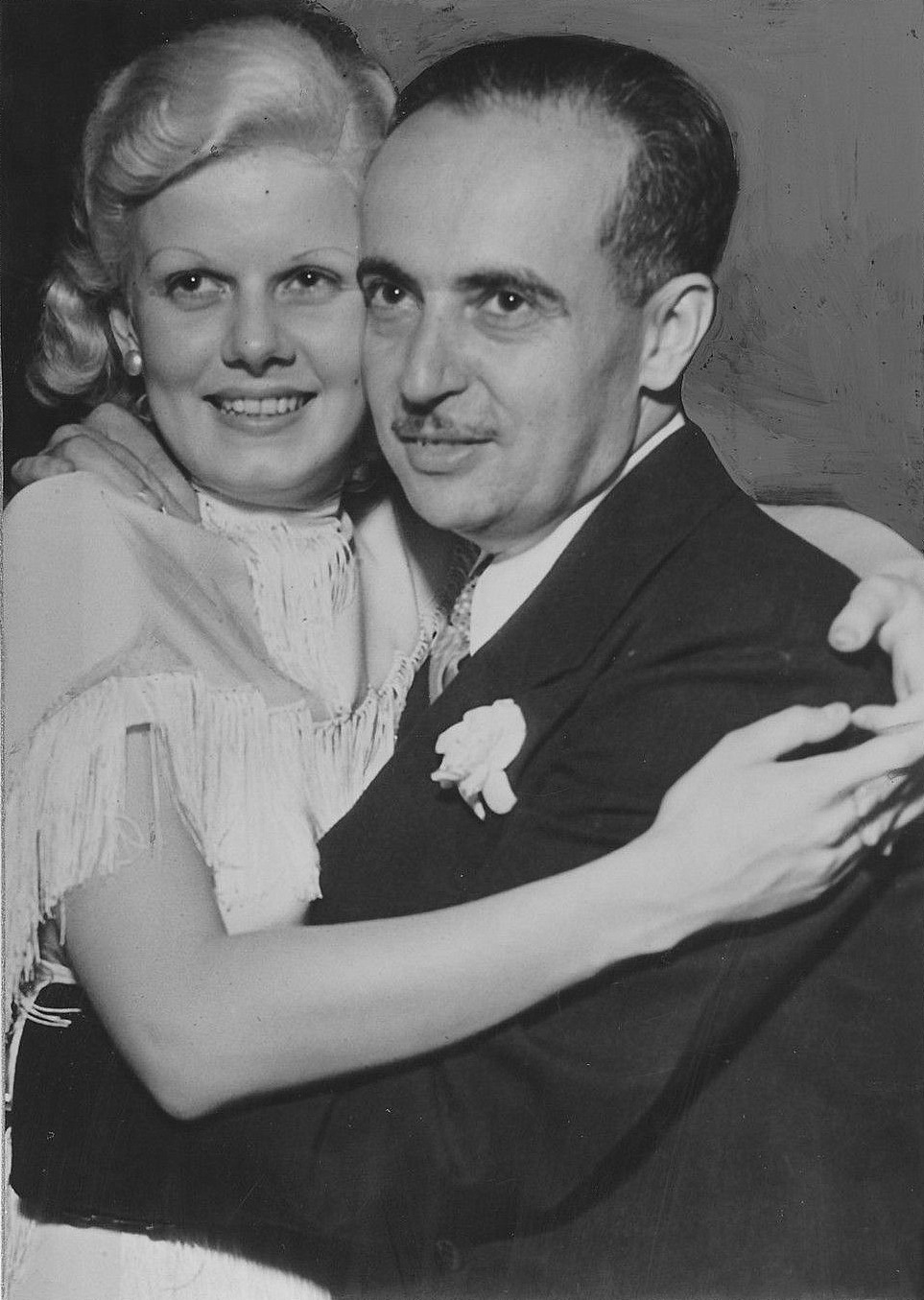
Harlow y Bern en 1932

El 21 de septiembre de 1927, Harlow, a la edad de 16 años, se casó en secreto con Charles McGrew, cuatro años mayor que ella. Poco después de la ceremonia, su esposo se mudó de Chicago a Beverly Hills. Dos meses después de su matrimonio, a la edad de 21 años, recibió algo de efectivo de un fondo fiduciario. En 1928, los esposos se mudaron a Los Ángeles, instalándose en una casa en Beverly Hills, donde la futura actriz vivía en un barrio acomodado, allí conoció un estilo de vida que, según Stenn, se asemejaba al del escritor Francis Scott Fitzgerald. McGrew esperaba separar a su esposa de su madre, temiendo que una relación demasiado cercana entre las dos mujeres pudiera ser devastadora para su matrimonio. Pronto ambos, y McGrew en particular, comenzaron a abusar del alcohol. El 11 de junio de 1929 se divorciaron y Harlow se mudó al apartamento de su madre y su padrastro, Marino Bello. En la audiencia, admitió ante el tribunal que McGrew era «vulgar y ofensivo».
En 1929, la actriz se involucró con el jefe de la familia criminal de Nueva Jersey, Abner «Long» Zwillman, apodado «Al Capone de Nueva Jersey». Sus ganancias por la producción ilegal de alcohol y otros intereses ilegales ascendían a US$40 millones al año. Este mafioso le compró a Harlow los regalos más caros, incluidos un brazalete enjoyado y un Cadillac rojo, y ofreció a la actriz y a su madre mudarse a un nuevo hogar. Consiguió que el entonces director de Columbia Pictures, Harry Cohn —según las fuentes, Zwillman prestó US$500 000 a Cohn— firmara un contrato con Harlow para dos películas. Cuando Hughes se negó a subir el salario de Harlow, el propio Zwillman cubrió la diferencia para elevarlo a US$1000 por semana. Cintas secretas revelaron que el mafioso hablaba de Harlow de manera ofensiva y vulgar en conversaciones con otros miembros del grupo criminal.

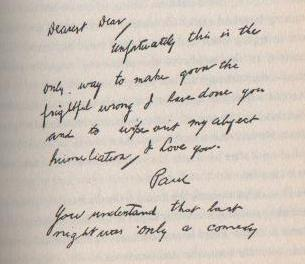
La carta de despedida de Bern a Harlow en 1932

Conoció a su segundo marido, un influyente productor de cine, Paul Bern, en el set de Angels of Hell (1930). Se comprometieron en junio de 1932 y se casaron el 2 de julio. Su matrimonio duró menos de dos meses. El 5 de septiembre, Bern fue encontrado muerto por la policía en su casa de Easton Drive en Beverly Hills, lo que provocó un gran escándalo en la comunidad. Una multitud de reporteros también aparecieron en el lugar. Varias especulaciones comenzaron a surgir de que Harlow había estado involucrada en la muerte de su esposo, pero la autopsia confirmó que se suicidó por un disparo en la cabeza. En ese momento, la actriz estaba trabajando en el set de la película Red Dust (1932). Louis B. Mayer, temiendo los efectos negativos de la publicidad, consideró sacar a Harlow de la producción y ofreció su papel a Tallulah Bankhead. La actriz emitió un comunicado sobre la muerte de Bern ante la policía y el jurado.
Tras el suicidio de Bern, la actriz tuvo una aventura con el boxeador profesional Max Baer, quien estaba casado con Dorothy Dunbar. Mientras el atleta planeaba solicitar el divorcio, la prensa comenzó a sugerir que Harlow era la responsable de la ruptura del matrimonio. Después de la misteriosa muerte de Bern, los representantes de la MGM no querían otro escándalo que involucrara a la actriz. Con este fin, el 18 de septiembre de 1933, el estudio arregló su matrimonio con el director de fotografía Harold Rosson, quien accedió a participar en una aventura ficticia. Anteriormente, colaboraron en cuatro películas: The Second Hand Wife (1932), The Caprice of the Platinum Blonde (1932), Dinner at Eight (1933) y In Your Arms (1933). Tenían una relación amistosa. Se casaron en Yuma (Arizona), mientras trabajaban en Explosive Blonde (1933). Harlow admitió en una entrevista con periodistas que será uno de los pocos matrimonios de Hollywood que sobrevivirá. Se divorciaron el 11 de marzo de 1934, a escondidas del público, luego de ocho meses de estar juntos. La actriz afirmó que Rosson era «grosero con mis amigos, melancólico y nervioso, lo que hacía de su carácter malvado una brutalidad constante».
A finales de la primavera de 1934, conoció a William Powell, un actor asociado con la MGM. Después del estreno de Girl from Missouri (1934), comenzaron a verse regularmente. La actriz quería un hijo, pero Powell, después de dos matrimonios fallidos —con Eileen Wilson y Carole Lombard— y un hijo, no quería tener más. Ambos sostuvieron públicamente que eran «solo amigos». Powell contribuyó al divorcio de la madre de Harlow con Marino Bello a fines de 1935 cuando descubrió que las «minas mexicanas» que vendía en realidad no existían. Jean Poe Carpenter invirtió parte de los ahorros de su hija en una empresa falsa. Después del divorcio de su madre, Harlow gestionó ella misma su patrimonio.

### Puntos de vista políticos
Jean Harlow era partidaria del Partido Demócrata. En 1936 participó activamente en la campaña de Franklin D. Roosevelt, por quien votó durante las elecciones presidenciales. Su participación disgustó a algunos miembros del Partido Republicano que la instaron a no hacer alarde de sus simpatías políticas mientras daba entrevistas cuando la campaña estaba en marcha. Roosevelt no ocultó el hecho de que era fanático de la actriz.

## Enfermedad y fallecimiento

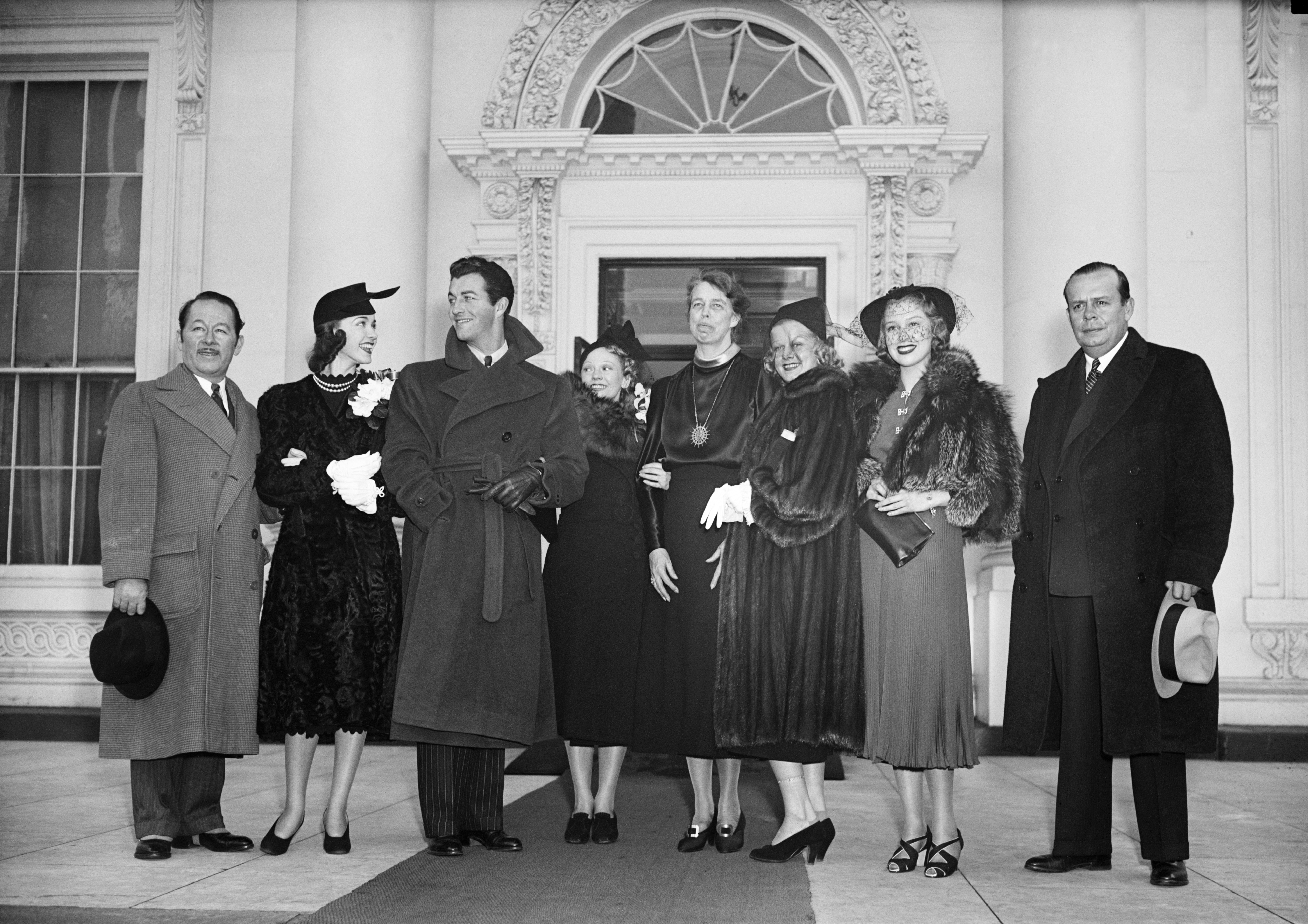
Harlow al lado de Eleanor Roosevelt, con otras celebridades invitadas, después del almuerzo del baile de cumpleaños del presidente, en la Casa Blanca el 30 de enero de 1937

En enero de 1937, Harlow y Robert Taylor viajaron a Washington D. C., para participar en actividades de recaudación de fondos asociadas con el cumpleaños del presidente Franklin D. Roosevelt, para la organización más tarde conocida como March of Dimes. El viaje fue físicamente agotador para Harlow y contrajo gripe. Se recuperó a tiempo para asistir a la ceremonia de los Premios de la Academia con William Powell.
El rodaje de su última película Saratoga, coprotagonizada por Clark Gable, estaba programado para comenzar en marzo de 1937. Sin embargo, la producción se retrasó cuando desarrolló sepsis después de una extracción múltiple de muelas del juicio y tuvo que ser hospitalizada. Casi dos meses después, se recuperó y el rodaje comenzó el 22 de abril de 1937. También apareció en la portada del 3 de mayo de la revista Life en fotografías de Martin Munkácsi.
El 20 de mayo de 1937, mientras filmaba Saratoga, comenzó a quejarse de una enfermedad. Sus síntomas —fatiga, náuseas, retención de líquidos y dolor abdominal— no le parecieron muy graves al médico del estudio, quien creyó que padecía colecistitis e influenza. El médico no sabía que Harlow había estado enferma durante el año anterior con quemaduras solares graves e influenza. La amiga y coprotagonista Una Merkel notó el aumento de peso en el set de Harlow, la palidez gris y la fatiga.
El 29 de mayo, mientras filmaba una escena en la que su personaje tenía fiebre, estaba claramente más enferma que su personaje y se apoyó contra su coprotagonista Gable entre tomas y dijo: «¡Me siento terrible! Llévame de vuelta a mi camerino». Solicitó que el asistente de dirección telefoneara a William Powell, quien inmediatamente salió de su propio set de filmación, para acompañarla de regreso a casa.
Al día siguiente, Powell revisó a Harlow y descubrió que su condición no había mejorado. Se puso en contacto con su madre e insistió en que acortara sus vacaciones para estar al lado de su hija. Powell también llamó a un médico. Debido a que las enfermedades anteriores de Harlow habían retrasado el rodaje de tres películas —Wife vs. Secretary, Suzy y Libeled Lady—, inicialmente no hubo gran preocupación con respecto a este último episodio de una enfermedad recurrente. El 2 de junio se anunció que nuevamente padecía influenza. El doctor Ernest Fishbaugh, que había sido llamado a su casa para tratarla, le diagnosticó una vesícula biliar inflamada. La madre Jean le dijo a MGM que Harlow se sentía mejor el 3 de junio y que sus compañeros de trabajo esperaban que volviera al set el lunes 7 de junio de 1937. Los informes de prensa eran contradictorios, con titulares que decían «Jean Harlow gravemente enferma» y «Harlow se recupera de una crisis de enfermedad». Cuando ella no regresó al set, un Gable preocupado la visitó y luego comentó que estaba severamente hinchada y que él olía orina en su aliento cuando la besó, ambos signos de insuficiencia renal.

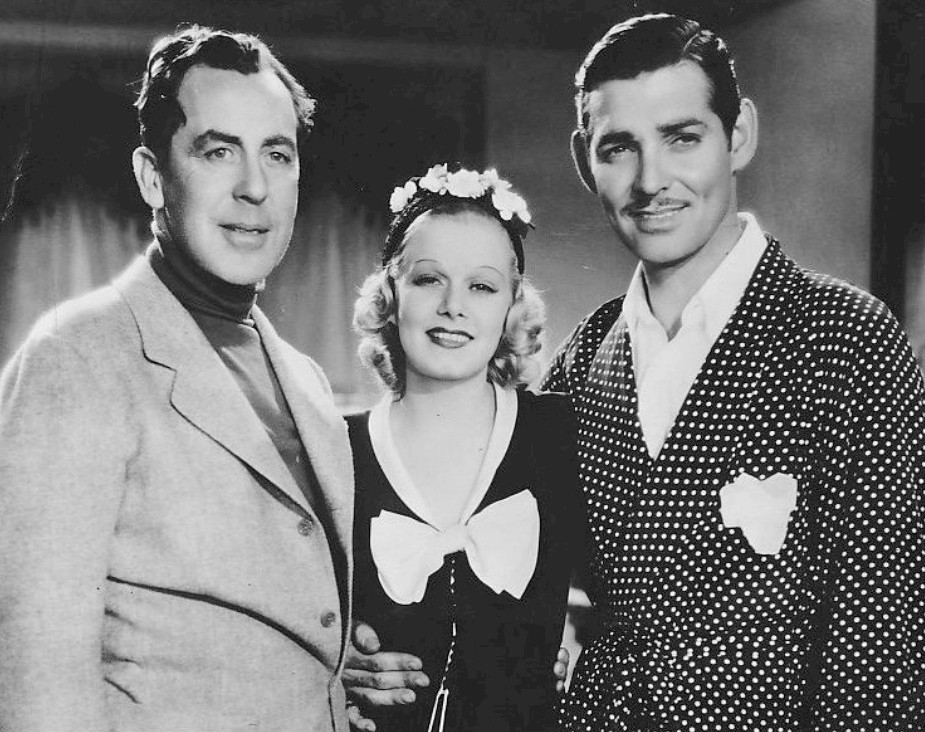
Esta foto con el director Jack Conway y Clark Gable en el set de Saratoga se tomó solo unos minutos antes del colapso de Harlow y se publicó en el momento en que se anunció su muerte

Se llamó al doctor Leland Chapman, colega de Fishbaugh, para que diera una segunda opinión sobre el estado de la actriz. Chapman reconoció que no sufría de una vesícula biliar inflamada, sino que estaba en las etapas finales de insuficiencia renal. El 6 de junio de 1937, Harlow dijo que no podía ver claramente a Powell y que no podía decir cuántos dedos sostenía.
Esa noche, la llevaron al Hospital Good Samaritan en Los Ángeles, donde entró en coma. Al día siguiente, a las 11:37 a. m., murió en el hospital a la edad de 26 años. En los comunicados de prensa del médico, la causa de la muerte fue un edema cerebral, una complicación de la insuficiencia renal. Los registros hospitalarios mencionan la uremia.

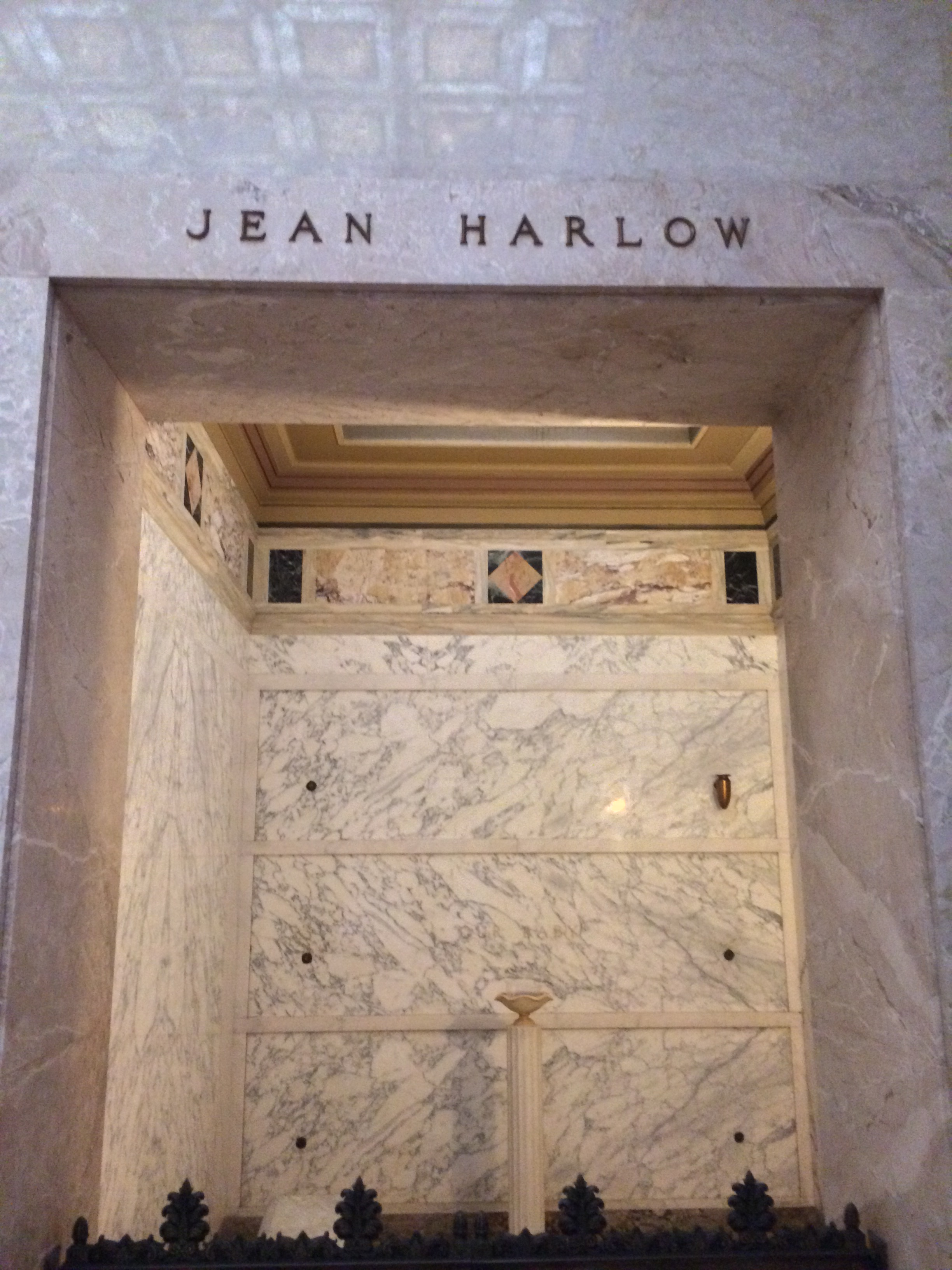
La cripta de Harlow en el Gran Mausoleo de Forest Lawn Glendale donde dice «Nuestra Baby»

Durante años circularon rumores sobre la causa de su muerte. Algunos afirmaron que su madre se había negado a llamar a un médico porque era una científica cristiana o que Harlow había rechazado el tratamiento hospitalario o la cirugía. Desde el inicio de su enfermedad, había sido atendida por un médico mientras descansaba en su casa. Dos enfermeras también visitaron su casa y se trajeron diversos equipos de un hospital cercano. La tez grisácea de Harlow, las enfermedades recurrentes y las quemaduras solares graves eran signos de la enfermedad. Las toxinas también afectaron negativamente su cerebro y su sistema nervioso central.
Harlow sufrió de escarlatina cuando tenía 15 años, y se ha sugerido que sufrió una glomerulonefritis posestreptocócica después del incidente, que puede haber causado presión arterial alta y, en última instancia, insuficiencia renal. Su certificado de defunción enumera la causa de la muerte como infección respiratoria aguda, nefritis aguda y uremia.
Fue enterrada en el Gran Mausoleo en Forest Lawn Memorial Park en Glendale en una cripta privada de mármol multicolor, que William Powell compró por $25 000 —$471 000 hoy—. La enterraron con el vestido que usó en Libeled Lady y en sus manos tenía una gardenia blanca junto con una nota que Powell había escrito: «Buenas noches, mi querido cariño». La inscripción de Harlow dice: «Nuestra Baby».
Se reservaron espacios en la misma cripta para su madre y Powell. La madre de Harlow fue enterrada allí en 1958, pero Powell se casó con la actriz Diana Lewis en 1940. Después de su muerte en 1984, fue incinerado y sus cenizas enterradas en Desert Memorial Park en Cathedral City, California.
MGM planeó reemplazar a Harlow en Saratoga por Jean Arthur o Virginia Bruce, pero debido a las objeciones del público, la película se terminó usando tres dobles —Mary Dees para primeros planos, Geraldine Dvorak para tomas largas y Paula Winslowe para doblar las líneas de Harlow— y reescribiendo algunas escenas sin ella. La película se estrenó el 23 de julio de 1937, menos de dos meses después de su muerte, y fue un éxito entre el público, recaudó US$3,3 millones en alquileres en todo el mundo y se convirtió en la película de la MGM más exitosa del año, así como la película más taquillera de su carrera.

## Imagen pública

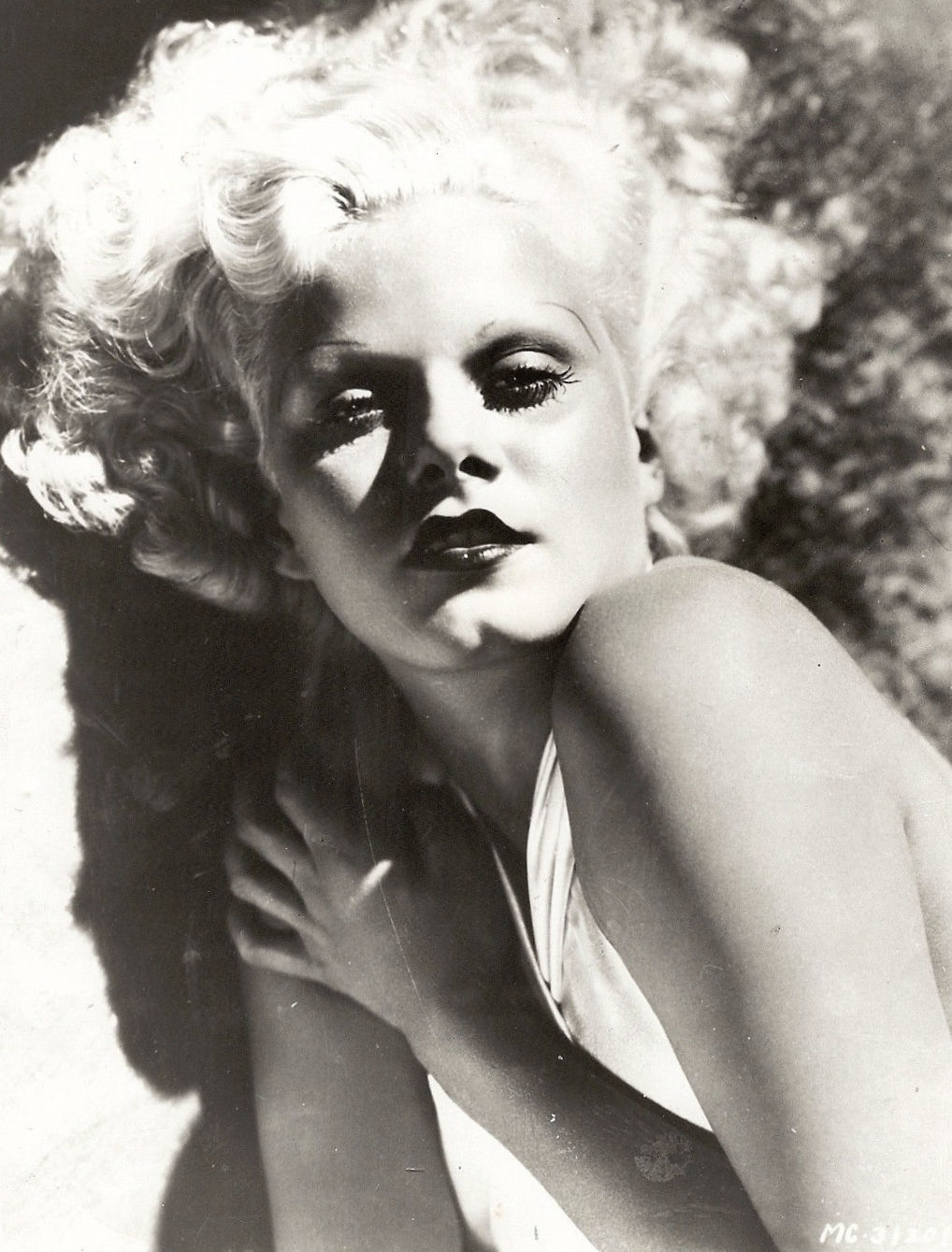
Harlow fotografiada por George Hurrell en 1933

Jean Harlow es considerada un ícono de la cultura pop y un símbolo que contribuyó significativamente a la popularización de la imagen de una rubia como una bomba sexual. Según Anne Helen Petersen, autora de Hollywood's Golden Era Scandals, «en la pantalla, [la actriz] se mostraba descaradamente sexy y desenfrenada en sus deseos (...) Las cejas perfectamente arqueadas y delineadas, sumamente de moda en ese momento, la ayudaron a parecer astuta o infantil, pecaminosa hasta el límite o completamente inocente».
En las fotos promocionales solía aparecer con vestidos art déco largos y drapeados de satén. No le gustaba usar ropa interior y sujetadores. Según Petersen, lo que la hizo única fue «el erotismo distintivo mezclado con la alegría de Clara Bow y la sexualidad depredadora de un vampiro de cine mudo». El característico tono platino del cabello, algo nuevo en ese momento, aseguró el estatus de estrella de Harlow y se convirtió en su marca registrada hasta el final de su carrera. Se decía que «se parecía al color de un caramelo salado pálido (...) Era sorprendente, casi excéntrico, pero en general hermoso». En la era de la fotografía en blanco y negro, cuando los ejecutivos de cine se dieron cuenta de que el cabello claro estaba cada vez más de moda, promovieron activamente la imagen de las actrices rubias, incluidas Harlow y Mae West.
Según los críticos, los personajes cinematográficos que ella interpretó «tomaban lo que querían y actuaban como querían». Victoria Sherrow admitió que con motivo de la película Hell's Angels (1930), Harlow apareció con diminutos disfraces y trazos sugerentes, y sus cejas arqueadas con lápiz se convirtieron en una marca registrada. El fotógrafo de retratos Clarence Sinclair Bull declaró: «En mi primera sesión, me enamoré de Jean Harlow. Tenía el cuerpo más hermoso y seductor que he fotografiado». También fue la primera actriz cuya foto apareció en la portada del semanario Life —mayo de 1937—.
Después de la prematura muerte de la actriz en 1937, comenzaron a surgir imitaciones de su estilo; las mujeres estaban cada vez más dispuestas a decolorarse el cabello, y la venta de peróxido de hidrógeno aumentó significativamente. Además, los vestidos finos de satén gozaron de gran popularidad. Harlow, a través de su imagen de «rubia explosiva», se convirtió en la principal inspiración de muchas actrices posteriores, incluidas Marilyn Monroe y Jayne Mansfield.

## Herencia y legado

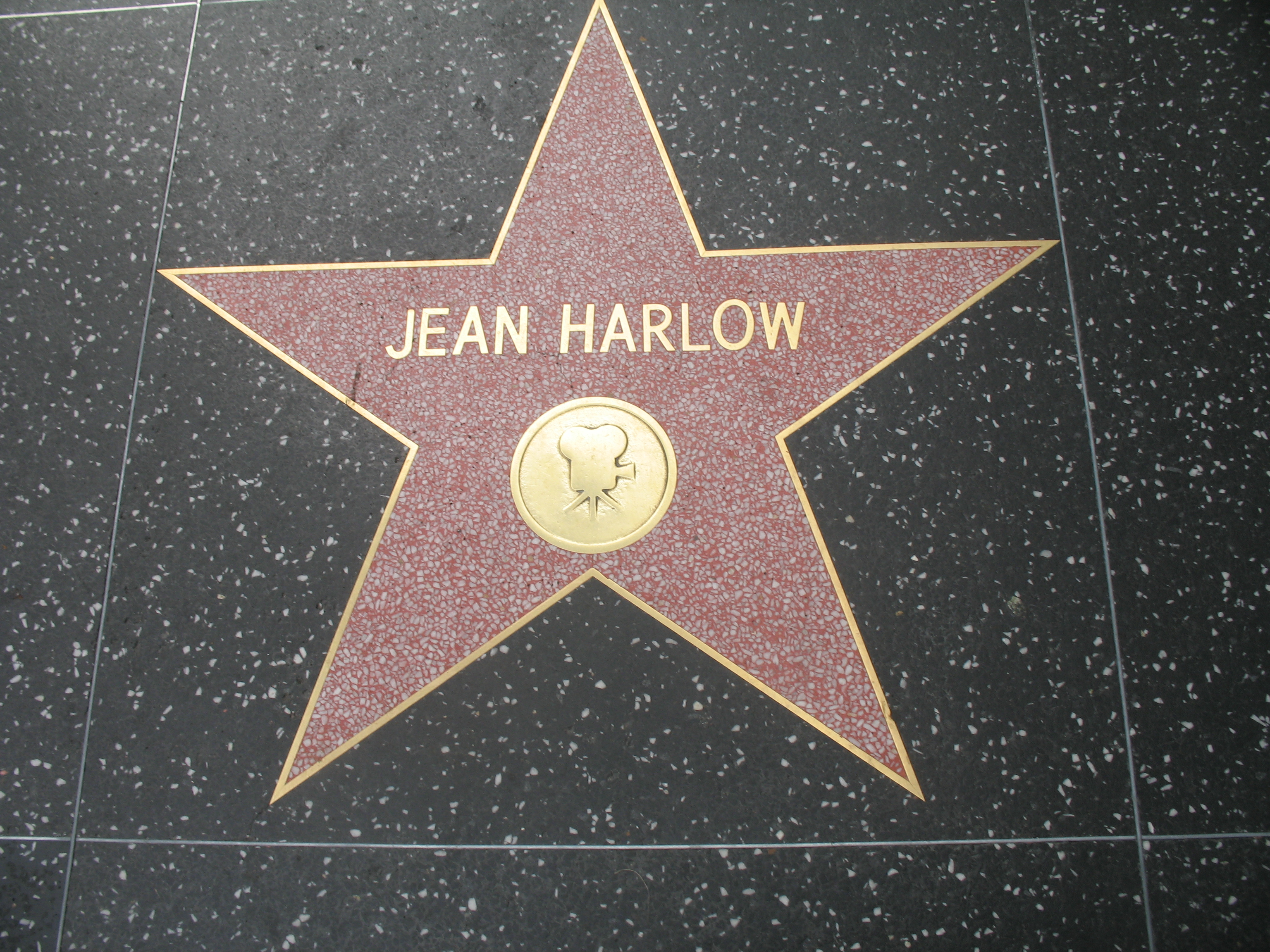
Estrella de Harlow en el paseo de la fama en Hollywood

El 25 de septiembre de 1933, estampó con sus manos y pies, y firmó la losa de hormigón en la entrada del Teatro Chino de Grauman. En 1937, el compositor francés Charles Koechlin compuso en su memoria la pieza «Épitaphe de Jean Harlow, Opus 164». El músico de blues Leadbelly, mientras estaba en prisión, escribió en homenaje a la actriz fallecida prematuramente la canción «Jean Harlow». Su legado como actriz y personalidad duró mucho después de su muerte. El 8 de febrero de 1960, por su contribución a la industria del cine y su desarrollo, se le otorgó una estrella en el Paseo de la fama de Hollywood, ubicado en 6900 Hollywood Boulevard. En 1996, el nombre de la actriz ocupó el puesto 49 en el ranking de las 100 Mejores Estrellas de Cine de Todos los Tiempos, elaborado por el semanario Entertainment Weekly. En junio de 1999, el American Film Institute la colocó en el puesto 22 en el ranking de Mejores Actrices de Todos los Tiempos.
Su imagen se asoció con campañas publicitarias y productos de marcas como Lucky Strike (1931) y Coca-Cola (1932). Su persona fue, junto con Hedy Lamarr, la principal inspiración del dibujante y creador de cómics estadounidense Bob Kane a la hora de crear el personaje ficticio de Catwoman, conocido por la serie sobre las aventuras de Batman.
En 1965, aparecieron en las pantallas dos películas biográficas sobre la vida de la actriz, realizadas por el estudio Harlow de Paramount Pictures —dir. Gordon Douglas—, donde Carroll Baker protagonizó el papel principal, y distribuidas por Magma del mismo título —dir. Alex Segal— con Carol Lynley. Su relación con el productor Howard Hughes fue el leitmotiv de The Dream Factory —1978, dirigida por Larry Buchanan—, protagonizada por Lindsay Bloom y Victor Holchak.

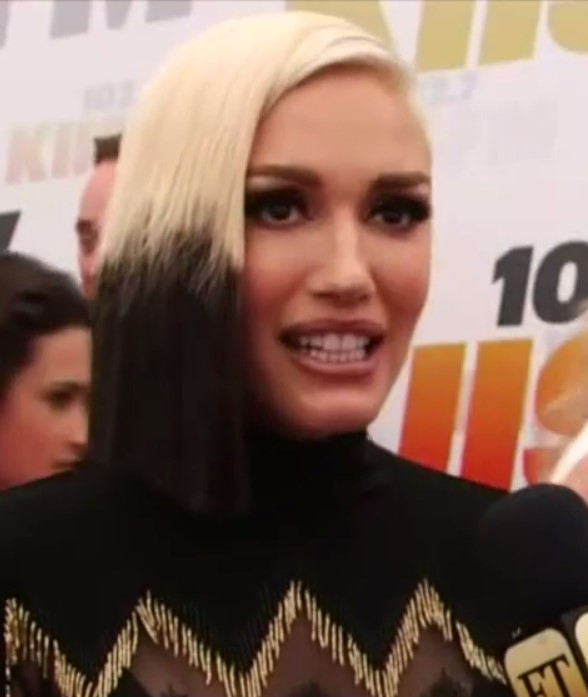
La cantante Gwen Stefani interpretó a Harlow en la película biográfica El aviador

En agosto de 1993, el documental Harlow: The Blonde Bombshell, presentado por la actriz Sharon Stone, se emitió en el canal Turner Classic Movies. En 2004, Martin Scorsese hizo la película biográfica Aviator, en la que Gwen Stefani interpretó el papel de Harlow.
La foto de la actriz aparece junto a Clark Gable, Edward G. Robinson, Groucho Marx, Humphrey Bogart y Peter Lorre en la portada del álbum recopilatorio Greatest Hits de Alice Cooper (1974). En la primera línea de la canción «Bette Davis Eyes» de Kim Carnes, del álbum de estudio Mistaken Identity (1981), el cabello de la actriz se describía como «dorado». La cantante estadounidense Madonna tomó como modelo la imagen y la personalidad de Jean Harlow en varias ocasiones en su obra; en las portadas del sencillo «Secret» y del álbum Bedtime Stories (1994), se la caracteriza como actriz. En el verso de la canción «Vogue» (1990), en la que Madonna canta sobre el glamur de Hollywood, el nombre de Harlow aparece junto a muchos otros iconos del cine de las décadas de 1930 y 1940.
Los recuerdos de la actriz de las películas Platinum Blonde (1931) y Blast Blonde (1933) se encuentran en el Museo de Hollywood. Donelle Dadigan dijo en ese momento: «El Museo de Hollywood en el edificio histórico de Max Factor es el lugar perfecto para experimentar la vida de Jean Harlow, ya que a menudo ha utilizado los servicios de peluquería y maquillaje del señor Factor. Fue allí donde se convirtió en una “rubia explosiva”». Desde 1995, la imagen de Harlow de Margaret Dement ha estado en un muro de 150 metros de altura en Cape Girardeau, Misuri, conocido como el Muro de la Fama de Misuri, cubierto con un colorido mural de personajes famosos asociados con la región y el estado. Una figura de cera con su semejanza se encuentra en el Museo de Cera Movieland en Buena Park, California.

### Novela
Harlow escribió una novela titulada Today is Tonight. En la introducción de Arthur Landau a la edición de bolsillo de 1965, Harlow declaró alrededor de 1933-34 su intención de escribir el libro, pero no se publicó durante su vida. Su padrastro, Marino Bello, vendió el manuscrito inédito en algunos estudios. Louis B. Mayer, director de la MGM, había impedido que el libro se vendiera imponiéndole una orden judicial utilizando una cláusula del contrato de Harlow: sus servicios como artista no pueden utilizarse sin el permiso de MGM. Después de su muerte, escribió Landau, su madre vendió los derechos de la película a MGM, aunque no se hizo ninguna película. Los derechos de publicación pasaron de la madre de Harlow a un amigo de la familia y el libro finalmente se publicó en 1965.

## Filmografía seleccionada
En una carrera que duró menos de 10 años, Harlow apareció en treinta y cinco largometrajes en la pantalla y dos programas de radio.
En 1933, figuraba entre las diez actrices estadounidenses más rentables. Seis películas con su participación fueron compiladas en los diez mejores resúmenes del año en box off. Cuatro de las películas de Harlow han sido nominadas al menos a un Oscar en cada categoría. Las diez producciones con la actriz, ajustadas por inflación, superaron los 100 millones de dólares en ingresos por entradas a nivel nacional.
Tres de sus películas: City Lights (1931), Public Enemy (1931) y The Caprice of the Platinum Blonde (1932) fueron inscritas en el Registro Nacional de Cine.
| Año  | Título                   | Papel                                               |
| ---- | ------------------------ | --------------------------------------------------- |
| 1928 | Honor Bound              | Extra                                               |
| 1928 | Moran of the Marines     |                                                     |
| 1929 | Fugitives                |                                                     |
| 1929 | Why Be Good?             | Rubia en el Rooftop Bench del Junior's Second Party |
| 1929 | Close Harmony            | Corista                                             |
| 1929 | Masquerade               |                                                     |
| 1929 | The Saturday Night Kid   | Hazel                                               |
| 1929 | The Love Parade          | Dama de honor                                       |
| 1929 | This Thing Called Love   |                                                     |
| 1929 | New York Nights          | Invitada a la fiesta                                |
| 1930 | Los ángeles del infierno | Helen                                               |
| 1931 | Luces de la ciudad       | «Extra» en la escena del restaurante                |
| 1931 | The Secret Six           | Anne Courtland                                      |
| 1931 | El enemigo público       | Gwen Allen                                          |
| 1931 | Iron Man                 | Rose Mason                                          |
| 1931 | Goldie                   | Goldie                                              |
| 1931 | Platinum Blonde          | Anne Schuyler                                       |
| 1932 | Three Wise Girls         | Cassie Barnes                                       |
| 1932 | The Beast of the City    | Daisy Stevens, aka Mildred Beaumont                 |
| 1932 | Scarface                 | Rubia en el Paradise Club                           |
| 1932 | Red-Headed Woman         | Lillian «Lil»/«Red» Andrews Legendre                |
| 1932 | Red Dust                 | Vantine                                             |
| 1933 | Hold Your Man            | Ruby Adams                                          |
| 1933 | Cena a las ocho          | Kitty Packard                                       |
| 1933 | Bombshell                | Lola Burns                                          |
| 1934 | The Girl from Missouri   | Eadie Chapman                                       |
| 1935 | Reckless                 | Mona Leslie                                         |
| 1935 | Mares de China           | Dolly «China Doll» Portland                         |
| 1936 | Riffraff                 | Hattie Muller                                       |
| 1936 | Wife vs. Secretary       | Helen «Whitey» Wilson                               |
| 1936 | Suzy                     | Suzy Trent                                          |
| 1936 | Libeled Lady             | Gladys Benton                                       |
| 1937 | Personal Property        | Crystal Wetherby                                    |
| 1937 | Saratoga                 | Carol Clayton                                       |

## Lectura adicional
- Pascal, John (1964). The Jean Harlow Story (en inglés). Popular Library.
- Viera, Mark A. (2011). Harlow in Hollywood: The Blonde Bombshell in the Glamour Capital, 1928–1937 (en inglés). Angel City Press.
- Bret, David (2009). Jean Harlow: Tarnished Angel (en inglés). JR Books. ISBN 978-1-906779-34-4.
- Longworth, Karina. «MGM Stories Part Six: Jean Harlow». You Must Remember This (en inglés).
- Pinals, Robert S.; Golden, Eve (Marzo de 2012). «A Hollywood Mystery: The Untimely Death of Jean Harlow». Journal of Clinical Rheumatology 18 (2): 106-108. PMID 22367693. doi:10.1097/RHU.0b013e3182480247.